# Będzino
Będzino (do 1945 r. niem. Alt Banzin) – wieś w północno-zachodniej Polsce, położona w województwie zachodniopomorskim, w powiecie koszalińskim, w gminie Będzino przy drodze krajowej nr 11 i trasie linii kolejowej Koszalin-Kołobrzeg (przystanek Będzino). Miejscowość jest siedzibą gminy Będzino. Według danych z końca grudnia 2008 r. wieś miała 544 mieszkańców

## Historia
Dokumenty z XI wieku wspominają o Starym i Nowym Będzinie, podział ten miał zapewne znaczenie własnościowe. Znaczenie miejscowości wzrosło dopiero po zlokalizowaniu w niej siedziby gminy. W 2006 gmina Będzino utworzyła jednostkę pomocniczą "Sołectwo Będzino", obejmujące jedynie miejscowość Będzino.

## Obiekty
- Urząd Gminy Będzino
- Gminny Ośrodek Kultury w Będzinie
- Gminna Biblioteka Publiczna w Będzinie
- Gminny Ośrodek Pomocy Społecznej w Będzinie
- Budynek remizy miejscowej OSP założonej w 1947 r.
- Przedszkole w Będzinie
- Sala Królestwa miejscowego zboru Świadków Jehowy[7].